# Amsteg
Amsteg est une localité suisse du canton d'Uri, située dans la commune de Silenen.

## Histoire
Situé sur la route du col du Saint-Gothard et comprenant des ponts sur la Reuss et le Chärstelenbach, Amsteg devient une étape-relais au XVIIIe siècle aux dépens du village voisin de Dörfli, mais décline à la suite de l'ouverture de la ligne de chemin de fer du Gothard. L'activité économique du village se développe à nouveau au cours du XXe siècle avec l'ouverture de plusieurs usines électriques ainsi que d'un arsenal.

## Monuments et curiosités
La ruine Zwing-Uri est constituée des restes des fondements d'une tour de château-fort construite à la fin du XIIIe s. L'édification du château aurait été entreprise par le bailli Gessler.
Un télécabine permet d'atteindre l'Arnisee.

## Sources
Hans Stadler, « Amsteg » dans le Dictionnaire historique de la Suisse en ligne, version du 17 juin 2002.
1. ↑  Guide culturel de la Suisse, Zurich, Ex Libris, 1982, 445 p., p. 39